# Lenyrhova
Lenyrhova is een geslacht van vlinders uit de familie wespvlinders (Sesiidae), onderfamilie Sesiinae.
Lenyrhova is voor het eerst wetenschappelijk beschreven door Le Cerf in 1957. De typesoort is Lenyra heckmanniae.

## Soort
Lenyrhova omvat de volgende soort:
- Lenyrhova heckmanniae (Aurivillius, 1909)